# Violet Trefusis
Violet Trefusis, nata Violet Keppel (Londra, 6 giugno 1894 – Firenze, 1º marzo 1972), è stata una scrittrice e filantropa britannica.
Proveniente da una famiglia aristocratica, è ricordata soprattutto per la relazione sentimentale con la scrittrice Vita Sackville-West. Visse tra Londra, Parigi e Firenze, dedicandosi alla mondanità, alla filantropia e alla scrittura.

## Biografia

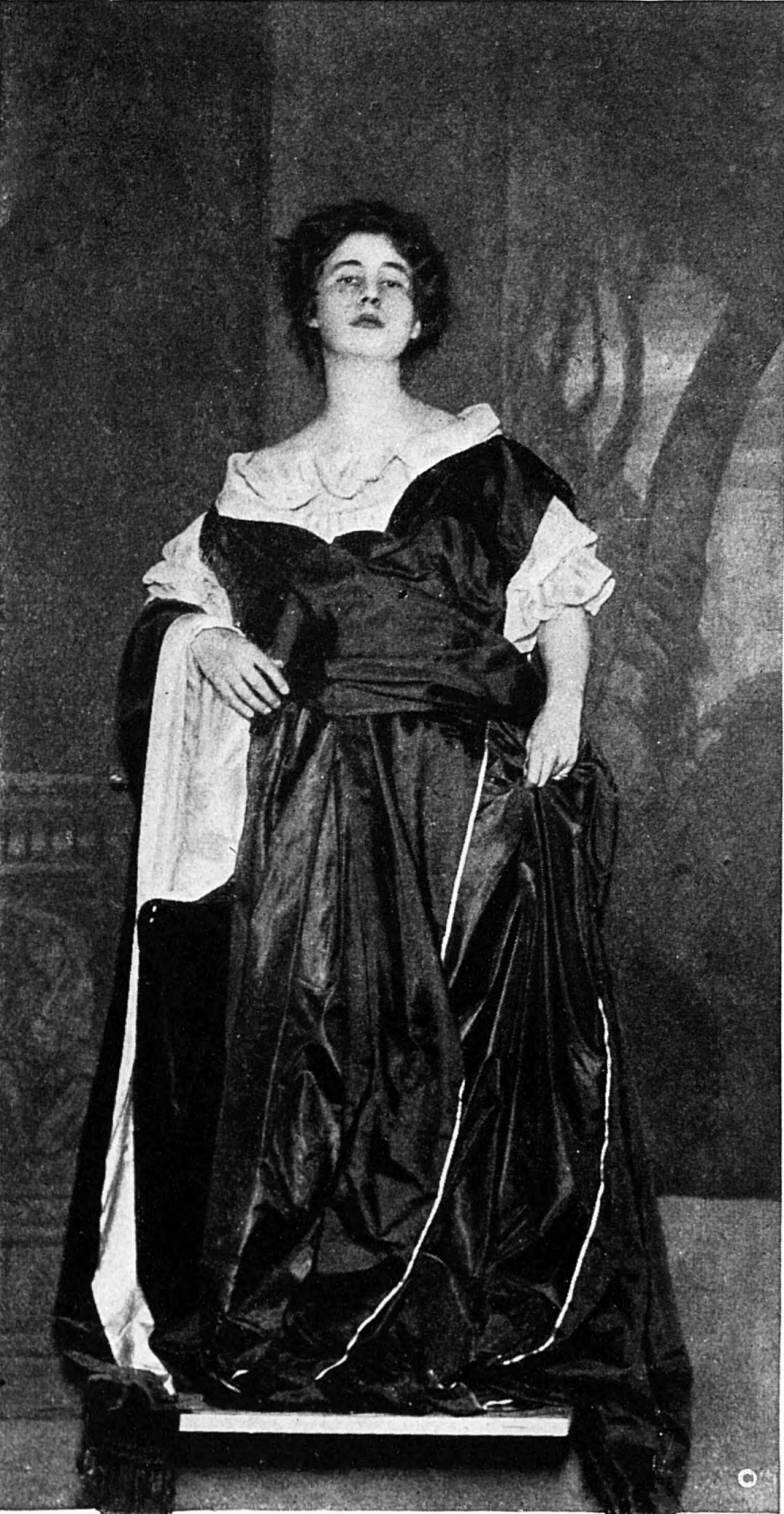
Violet Trefusis a ventiquattro anni, sulla rivista Harper's Bazaar nel 1917

Violet Keppel nacque a Londra nel 1894, figlia del colonnello lord George Keppel (1865-1947) e dell'Honourable Alice Frederica Edmonstone (1868–1947), che divenne la favorita di re Edoardo VII; la sorella minore di Violet, Sonia Keppel, nata nel 1900, fu la nonna della attuale regina consorte Camilla Shand.

### Relazione con Vita Sackville-West (1912-1922)
Amica sin dall'infanzia della futura scrittrice Vita Sackville-West , durante l'adolescenza il loro legame si fece sempre più romantico e intorno ai vent'anni divennero amanti. Nonostante ciò, Sackville-West sposò il ricco scrittore e politico sir Harold Nicolson nel 1913 (sebbene in un matrimonio aperto da entrambe le parti), mentre Keppel accettò di sposarsi, seppur riluttante, nel 1919 con l'eroe di guerra maggiore Denys Robert Trefusis (a cui impose la condizione di non avere rapporti sessuali e che la lascerà vedova nel 1929); la relazione tra le due ragazze continuò anche da sposate, convivendo per brevi periodi e recandosi spesso nella più liberale Francia, ma, osteggiata dalle rispettive famiglie, terminò dopo qualche anno, quando Sackville-West fu costretta a porre fine al rapporto per salvaguardare il suo matrimonio. Entrambe ebbero poi altre relazioni (fra le altre, Sackville-West si legò notoriamente a Virginia Woolf e Trefusis all'ereditiera Winnaretta Singer), anche se entrambe mantennero un caldo rapporto di amicizia per tutta la vita.
La storia d'amore fra le due è stata descritta da entrambe le protagoniste in alcune delle loro opere (in Sfide della Sackville West e in Broderie Anglaise della Trefusis), così come in lettere e memorie del periodo, tra il 1912-1922, molte delle quali sono conservate presso la Yale University Library. Da un punto di vista documentaristico, la fonte più attendibile sulla relazione fra Trefusis e Sackville-West è Portrait of a Marriage, il memoir scritto da quest'ultima e pubblicato nel 1973 da suo figlio Nigel Nicolson. La relazione fra le due donne ha ispirato anche la scrittrice Virginia Woolf nel romanzo Orlando (1928), in cui il protagonista è la trasposizione letteraria della Sackville-West, e la Trefusis vi è ritratta sotto le spoglie di Sasha, figlia dell'ambasciatore russo.

### Parigi (1923-1947)

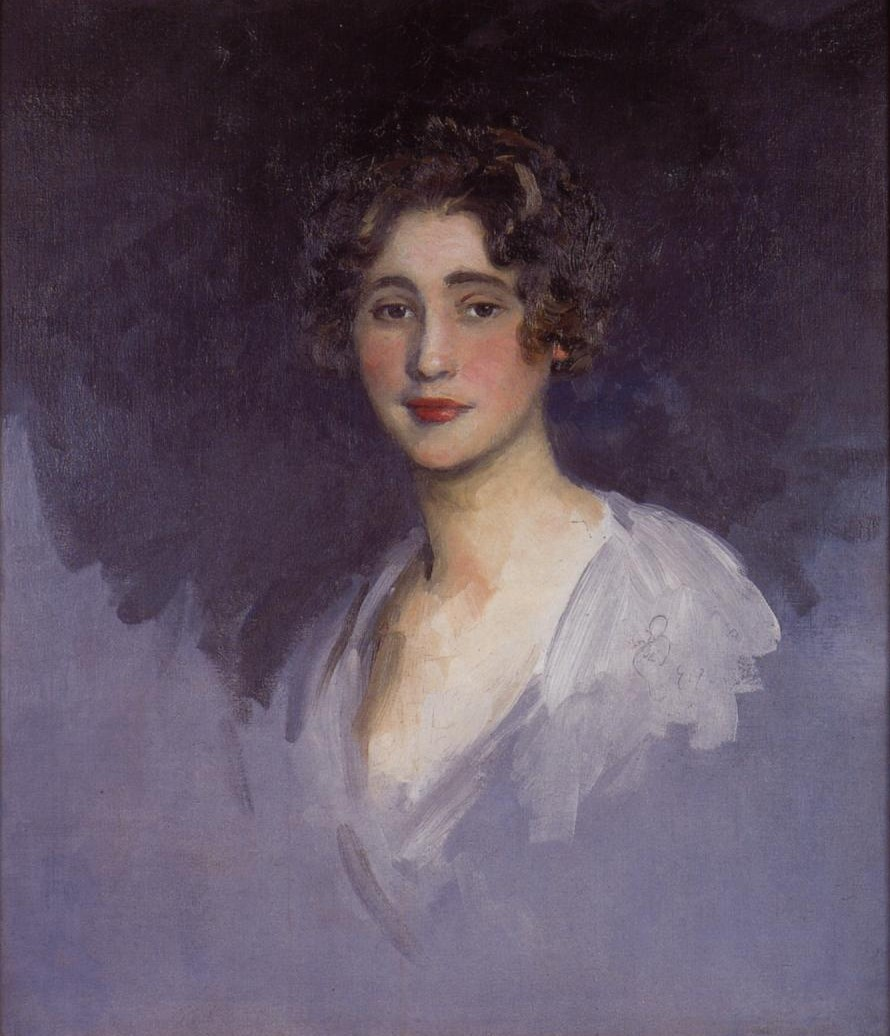
Violet Trefusis a ventisei anni, ritratta da William Ranken nel 1919

Nel 1923 Trefusis, terminata la relazione con Sackville-West e insofferente nei riguardi dell'ipocrisia dell'alta società britannica, decise di trasferirsi a Parigi, lasciando il marito a Londra.
Nella capitale francese iniziò una nuova relazione con l'americana Winnaretta Singer, erede del fondatore dell'azienda Singer di macchine da cucire e moglie del principe di Polignac. Grazie all'appoggio della compagna, già ben inserita nei salotti parigini, Trefusis in pochi anni conquistò un posto di rilievo nella vita culturale parigina e nel 1929 fece il suo debutto come scrittrice con Sortie de secours, ottenendo un ottimo riscontro dalla critica letteraria; Ếcho, il suo secondo romanzo, fu finalista nel 1931 al Prix Femina. Nel frattempo era morto a Londra il marito Denys Trefusis, lasciandola vedova a soli 35 anni.
Nel 1933 la relazione fra le due donne era ormai giunta al termine e Singer, su suggerimento di Marcel Proust, acquistò a Saint-Loup-de-Naud nell'Île-de-France una suggestiva torre medievale, la Tour de la Haute Maison, come regalo d'addio alla giovane amante; Trefusis fece della dimora un salotto culturale, in cui intellettuali come Cocteau, Colette, Valery, L. Vilmorin, Anna de Noailles; pittori come Pablo Picasso, Jean Hugo, Leonor Fini; stilisti come Christian Dior e Elsa Schiaparelli; musicisti come Francis Poulenc, Henri Sauguet e Arthur Rubinstein; ambasciatori e politici come il generale Charles De Gaulle furono gli ospiti più assidui.
Durante la seconda guerra mondiale tenne dei programmi radiofonici alla BBC France per “France Libre”. 

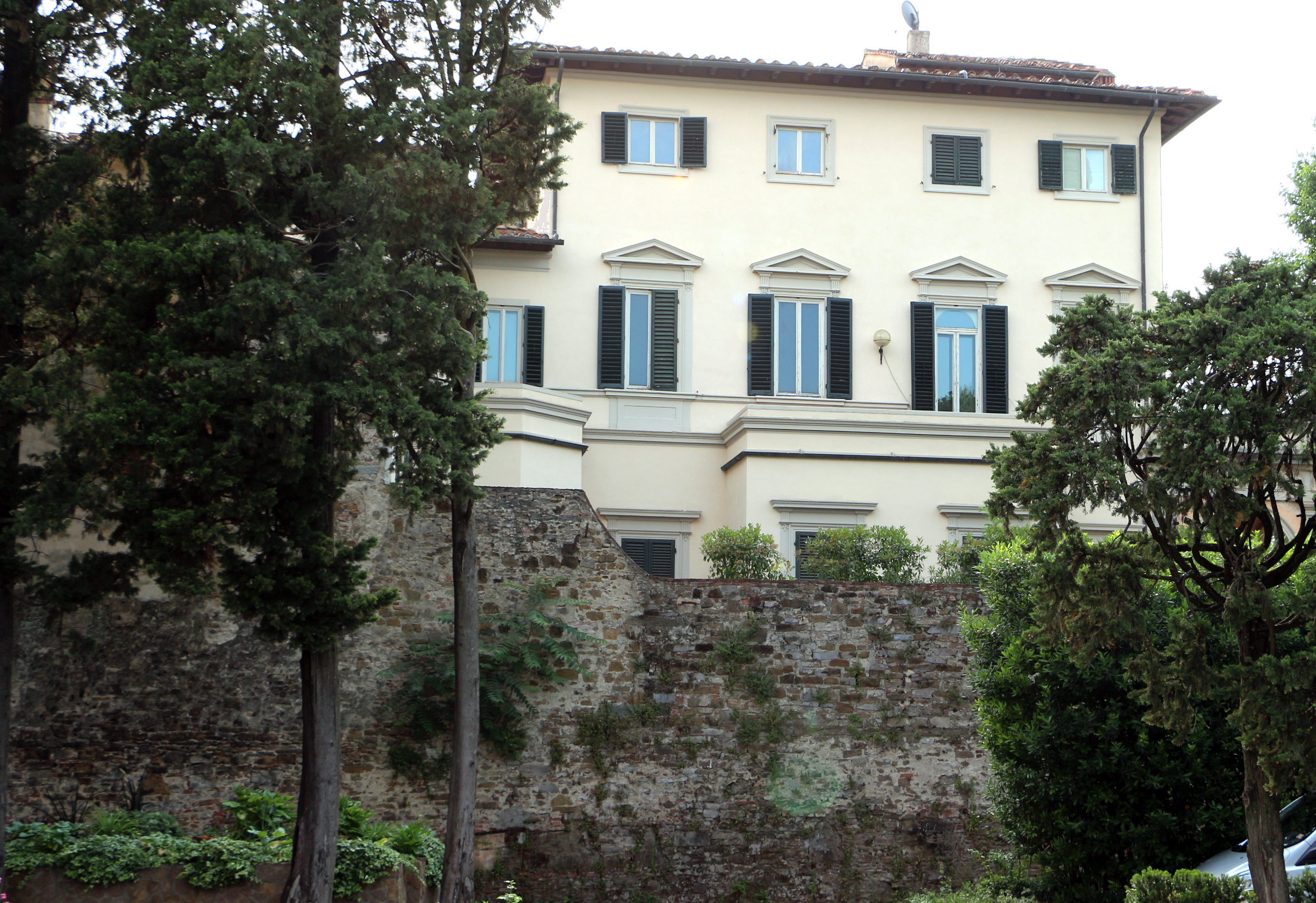
Villa dell'Ombrellino a Firenze

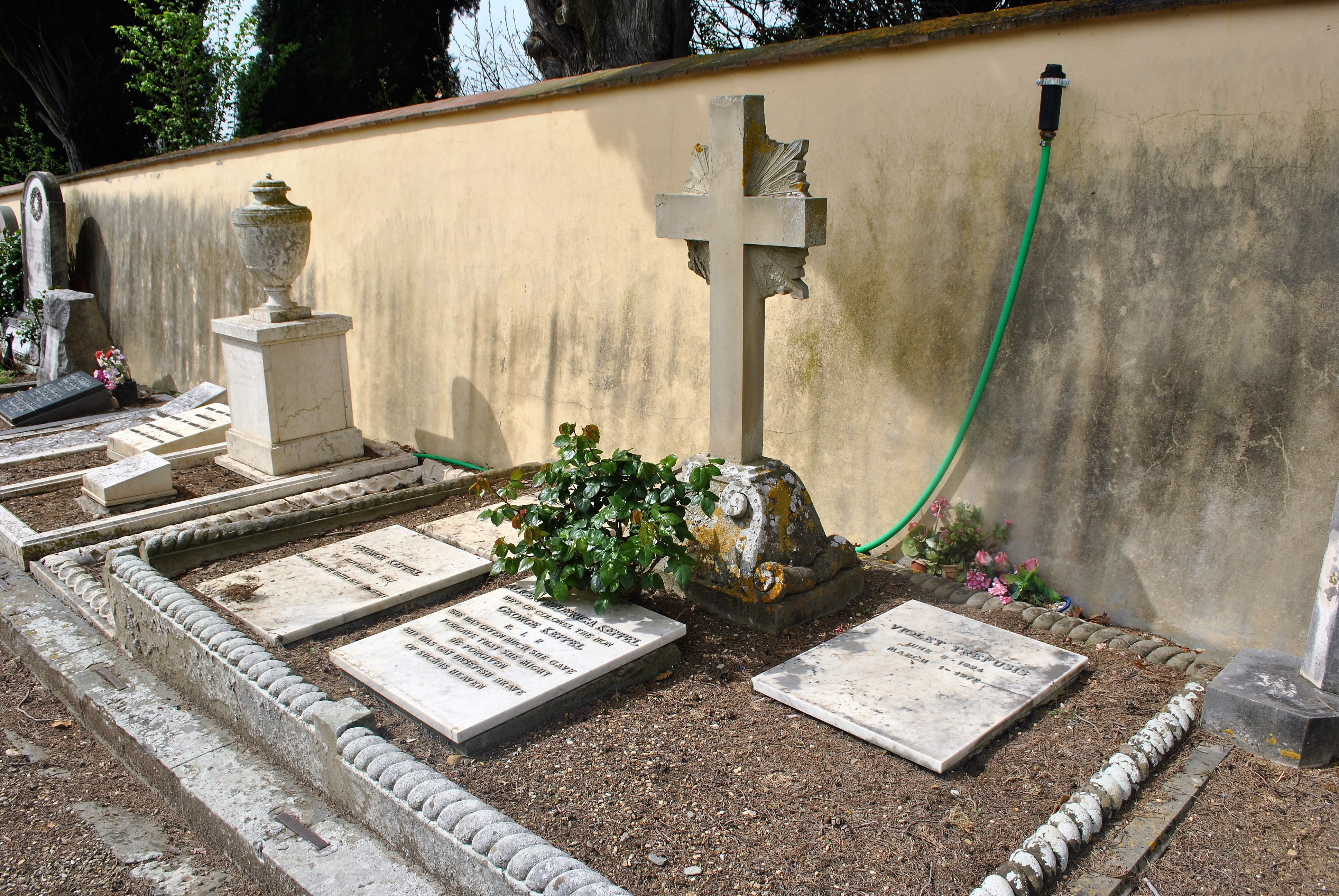
La tomba di Violet Trefusis e dei suoi genitori al Cimitero degli Allori di Firenze

### Firenze (1948-1972)
Nel 1948 Violet Trefusis ereditò da sua madre, che l'aveva acquistata nel 1924, la Villa dell'Ombrellino sulla collina di Bellosguardo a Firenze, in cui abitò per oltre vent'anni, fino alla sua morte. Negli anni successivi Trefusis rese la villa una meta per intellettuali, aristocratici e politici come Winston Churchill e il giovane François Mitterrand, non ancora presidente della Repubblica Francese.
Negli anni cinquanta Trefusis continuò a scrivere e pubblicò un breve romanzo ambientato a Firenze, Pirates at play (I papagalli [sic] sull'Arno), e la sua autobiografia Don't look round. Ricevette varie onorificenze, sia dallo stato italiano che da quello francese (nel 1950 divenne Cavaliere della Légion d'Honneur, nel 1953 le venne conferita la "Médaille d'Argent de la Ville de Paris" e nel 1960 fu nominata Dama di Commenda della Repubblica Italiana).
Negli ultimi anni della sua vita intensificò il suo impegno a favore della città di Firenze: retribuì il recupero della testa di Primavera, la statua di Pietro Francavilla posta su Ponte Santa Trinita che i nazisti avevano minato durante la Guerra, favorì il gemellaggio tra Edimburgo e Firenze, diede il suo contributo durante l'emergenza dell'alluvione di Firenze del 1966.
Morì a Villa dell'Ombrellino il 1º marzo 1972, lasciando in eredità sei milioni di lire ai poveri di Firenze e una statua di fattura greca detta "Il Fauno" al Comune. Le sue ceneri riposano in parte al Cimitero degli Allori a fianco di quelle dei suoi genitori, in parte nel Giardino Fiorentino del refettorio dei monaci di St. Loup-de-Naud, dove vennero portate a cura dell'amico Mitterrand . Dopo la sua morte, la villa passò in eredità a sua nipote Rosalind Shand (madre di Camilla Shand), che la vendette poco dopo.
Nel 2019 le è stata dedicata la Sala di lettura Violet Trefusis nella Biblioteca delle Oblate a Firenze; l'anno successivo il comune di Firenze ha inaugurato il belvedere Violet Trefusis a Bellosguardo, sul retro di Villa dell’Ombrellino, ponendo una targa celebrativa.

## Opere[12]
Violet Trefusis scriveva in inglese e francese; oltre ai romanzi e racconti, ha scritto anche poesie, saggi critici, articoli, opere teatrali.
Alcune delle sue carte sono conservate alla Yale University. In Italia, e all'estero, si è cominciato a ripubblicare la sua opera, grazie a Tiziana Masucci che ne detiene tutti i diritti letterari.

### Romanzi
- Sortie de secours, Paris, Éditions Argo, 1929
- Écho, Paris, Éditions Plon, 1931 
  - Eco, a cura di Tiziana Masucci, Frassinelli, Milano 2007.
- Tandem (1933);
- Broderie anglaise, Paris, Éditions Plon, 1935 
  - Broderie Anglaise, a cura di Tiziana Masucci, La Lepre Edizioni, Roma, 2010.
- Hunt the Slipper (1937);
- Les Causes perdues, Paris, Éditions Gallimard, 1941
- Prelude to Misadventure (1941);
- Pirates at Play (1950);
  - I Papagalli sull'Arno a cura di Tiziana Masucci, Mephite, 2009.
- Don't Look Round: Her Reminiscences (1952).
- Memoirs of an armchair (1960)
- From Dusk to Dawn (1972)

### Lettere
- Anime Gitane, lettere a cura di Tiziana Masucci, Rosellina Archinto Editore, 2007.
- Pensieri di Carta a cura di RaiRadio3, 2009.

### Inediti
- The Hook in the Heart (n.d.)
- Instants de mémoire (Gestes)
- La chèvre et le chou  (n.d.)
- The Shortcut
- Les sœurs ennemies  (c. 1940s?)
- The End Justifies the Means (c. 1947)
- All Glorious Within (n.d.)
- Alas, A Lady! (n.d.)
- Father and Daughter. The Seducer
- Irène et Pénélope
- The Sleeper (n.d.)
- A Tooth for a Tooth (n.d.)

### Scritti su Violet Trefusis in italiano
- Donna Violetta e la testa ritrovata di Tiziana Masucci in "La Primavera violentata" Archivio Storico del Comune di Firenze, 2014.
- I Papagalli sull'Arno- reading anglo-italiano- adattamento con musica di Tiziana Masucci, Firenze, 2013.
- La Firenze di Violet Trefusis, a cura di Tiziana Masucci, Firenze, 2013.
- Amor Victrix: La Poetica di Violet Trefusis, a cura di Tiziana Masucci, Firenze, 2012.
- Rapsodia Violetta, a cura di Tiziana Masucci, Roma, 2013.

## Nella cultura di massa
Oltre che per Virginia Woolf in Orlando, Trefusis è stata fonte di ispirazione anche per altri scrittori e compare in alcuni romanzi, tra questi Love in a Cold Climate di Nancy Mitford, dove a lei è ispirato il personaggio di "Lady Montdore", e in The Soul's Gymnasium di Harold Acton, che nel personaggio di "Muriel" ne traccia un ritratto immaginario.
Il legame tra Vita Sackville-West e Violet Trefusis è stato raccontato nella miniserie della BBC Portrait of a Marriage (1990); Trefusis è interpretata dall'attrice Cathryn Harrison.

## Ascendenza
|                                        |                                  |                                   | Genitori                          |  |  | Nonni |  |  | Bisnonni                             |  |  | Trisnonni                             |  |
|                                        |                                  |                                   |                                   |  |  |       |  |  | George Keppel, VI conte di Albemarle |  |  | William Keppel, IV conte di Albemarle |  |
|                                        |                                  |                                   |                                   |  |  |       |  |  | George Keppel, VI conte di Albemarle |  |  | William Keppel, IV conte di Albemarle |  |
|                                        |                                  | Elizabeth Southwell               |                                   |  |  |       |  |  | George Keppel, VI conte di Albemarle |  |  |                                       |  |
| William Keppel, VII conte di Albemarle |                                  |                                   |                                   |  |  |       |  |  | George Keppel, VI conte di Albemarle |  |  |                                       |  |
|                                        |                                  | Susan Trotter                     | Coutts Trotter, I baronetto       |  |  |       |  |  |                                      |  |  |                                       |  |
|                                        |                                  | Susan Trotter                     | Coutts Trotter, I baronetto       |  |  |       |  |  |                                      |  |  |                                       |  |
|                                        |                                  | Susan Trotter                     | Margaret Gordon                   |  |  |       |  |  |                                      |  |  |                                       |  |
| George Keppel                          |                                  | Susan Trotter                     |                                   |  |  |       |  |  |                                      |  |  |                                       |  |
|                                        |                                  | Allan Napier McNab                | Allan McNab                       |  |  |       |  |  |                                      |  |  |                                       |  |
|                                        |                                  | Allan Napier McNab                | Allan McNab                       |  |  |       |  |  |                                      |  |  |                                       |  |
|                                        |                                  | Allan Napier McNab                | Anne Nancy Napier                 |  |  |       |  |  |                                      |  |  |                                       |  |
| Sophia Mary McNab                      |                                  | Allan Napier McNab                |                                   |  |  |       |  |  |                                      |  |  |                                       |  |
|                                        |                                  | Mary Stuart                       | John Stuart                       |  |  |       |  |  |                                      |  |  |                                       |  |
|                                        |                                  | Mary Stuart                       | John Stuart                       |  |  |       |  |  |                                      |  |  |                                       |  |
|                                        |                                  | Mary Stuart                       | Sophia Jones                      |  |  |       |  |  |                                      |  |  |                                       |  |
| Violet Keppel                          |                                  | Mary Stuart                       |                                   |  |  |       |  |  |                                      |  |  |                                       |  |
|                                        | Charles Edmonstone, II baronetto | Archibald Edmonstone, I baronetto |                                   |  |  |       |  |  |                                      |  |  |                                       |  |
|                                        | Charles Edmonstone, II baronetto | Archibald Edmonstone, I baronetto |                                   |  |  |       |  |  |                                      |  |  |                                       |  |
|                                        | Charles Edmonstone, II baronetto | Susanna Mary Harenc               |                                   |  |  |       |  |  |                                      |  |  |                                       |  |
| William Edmonstone, IV baronetto       | Charles Edmonstone, II baronetto |                                   |                                   |  |  |       |  |  |                                      |  |  |                                       |  |
|                                        |                                  | Louisa Hotham                     | Beaumont Hotham, II barone Hotham |  |  |       |  |  |                                      |  |  |                                       |  |
|                                        |                                  | Louisa Hotham                     | Beaumont Hotham, II barone Hotham |  |  |       |  |  |                                      |  |  |                                       |  |
|                                        |                                  | Louisa Hotham                     | Susannah Hankey                   |  |  |       |  |  |                                      |  |  |                                       |  |
| Alice Edmonstone                       |                                  | Louisa Hotham                     |                                   |  |  |       |  |  |                                      |  |  |                                       |  |
|                                        |                                  | John Whitehill Parsons            | John Parsons                      |  |  |       |  |  |                                      |  |  |                                       |  |
|                                        |                                  | John Whitehill Parsons            | John Parsons                      |  |  |       |  |  |                                      |  |  |                                       |  |
|                                        |                                  | John Whitehill Parsons            | Anne Hough                        |  |  |       |  |  |                                      |  |  |                                       |  |
| Mary Elizabeth Parsons                 |                                  | John Whitehill Parsons            |                                   |  |  |       |  |  |                                      |  |  |                                       |  |
|                                        |                                  | Mary Dewar                        | David Dewar                       |  |  |       |  |  |                                      |  |  |                                       |  |
|                                        |                                  | Mary Dewar                        | David Dewar                       |  |  |       |  |  |                                      |  |  |                                       |  |
|                                        |                                  | Mary Dewar                        | Mary Cutler                       |  |  |       |  |  |                                      |  |  |                                       |  |
|                                        |                                  | Mary Dewar                        |                                   |  |  |       |  |  |                                      |  |  |                                       |  |